# Song Jie
Song Jie (en chino: 宋洁; 23 de enero de 1999) es una deportista china que compite en taekwondo.
En los Juegos Asiáticos de 2022 obtuvo dos medallas de oro (–67 kg y equipo mixto). Ganó una medalla de plata en el Campeonato Asiático de Taekwondo de 2024, en la categoría de –67 kg.

## Palmarés internacional
| Juegos Asiáticos    | Juegos Asiáticos  | Juegos Asiáticos | Juegos Asiáticos |
| Año                 | Lugar             | Medalla          | Categoría        |
| ------------------- | ----------------- | ---------------- | ---------------- |
| 2022                | Hangzhou (China)  | Medalla de oro   | –67 kg           |
| 2022                | Hangzhou (China)  | Medalla de oro   | Equipo mixto     |
| Campeonato Asiático |                   |                  |                  |
| Año                 | Lugar             | Medalla          | Categoría        |
| 2024                | Đà Nẵng (Vietnam) | Medalla de plata | –67 kg           |